# Pintor Cilenio

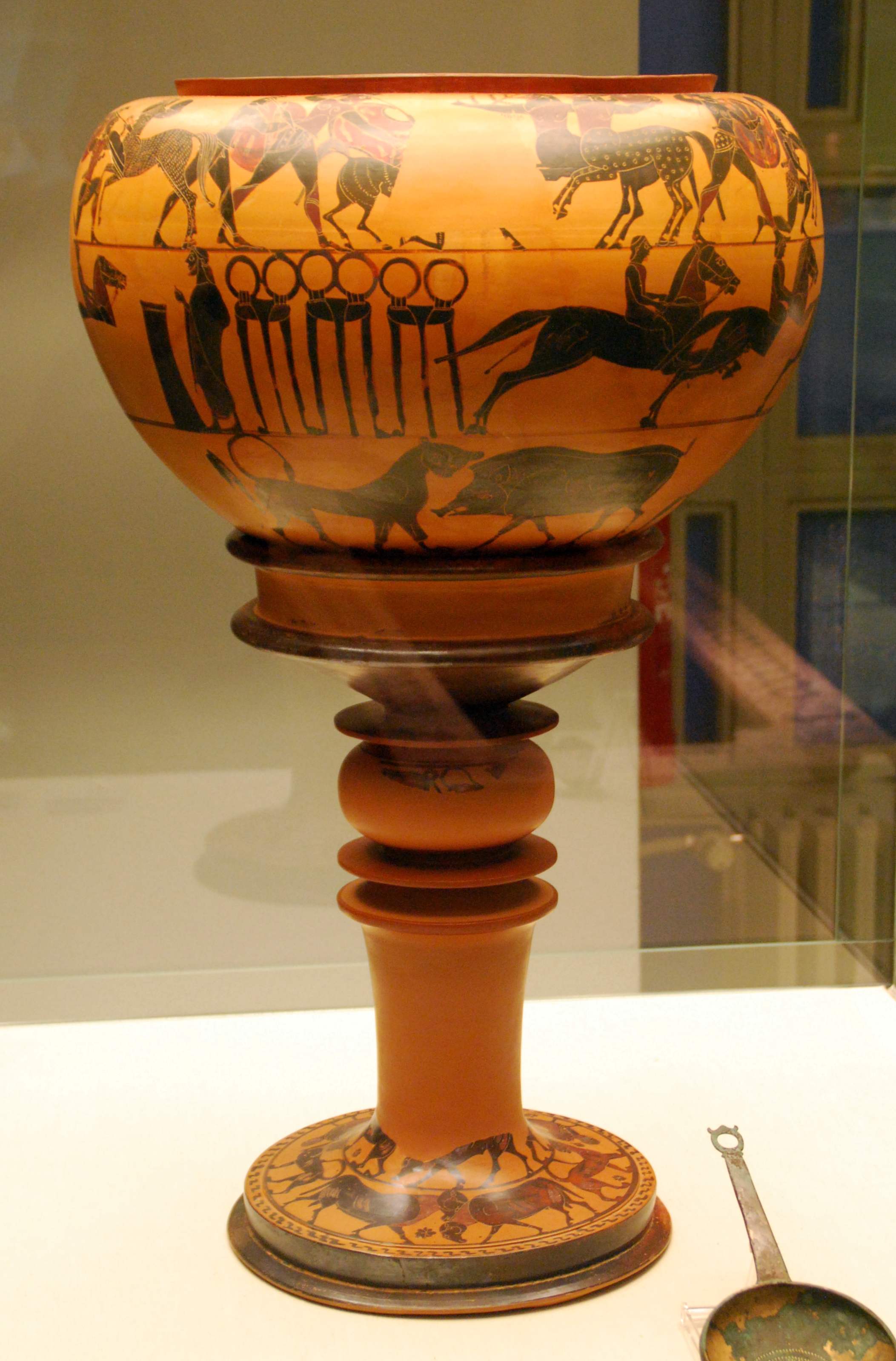
Dinos con soporte en el Museo August Kestner de Hannover.

El Pintor Cilenio fue un pintor ático de vasos del estilo de figuras negras. Su período creativo se remonta al segundo cuarto del siglo VI a. C.
Es más conocido por sus dibujos en ánforas tirrenas. Se le considera un buen artista y un retratista ingenioso y humorístico. Muestra su talento en su versión del nacimiento de Atenea saliendo de la cabeza de Zeus, en la cual Hermes monopoliza la atención del espectador declarando «Soy Hermes de Cilene». Kyllene (Kyllenios) es la morada del dios en Arcadia.